# Osvaldo Güenzatti
Osvaldo Óscar Güenzatti – argentyński piłkarz, napastnik, pomocnik.
W 1956 roku Güenzatti pomógł klubowi Atlanta Buenos Aires zdobyć mistrzostwo drugiej ligi. Jako piłkarz klubu Atlanta był w kadrze reprezentacji podczas turnieju Copa América 1959, gdzie Argentyna zdobyła mistrzostwo Ameryki Południowej. Güenzatti zagrał w dwóch meczach – z Chile (w 75 minucie zmienił Juana Pizzutiego) i Boliwią (w 80 minucie wszedł za Juana Pizzutiego).
Güenzatti grał także w klubach Chacarita Juniors i CA Vélez Sarsfield. W pierwszej lidze argentyńskiej rozegrał 88 meczów i zdobył 9 bramek.
W 1964 roku grał w drugoligowym klubie Sportivo Dock Sud, a w 1965 roku grał w także drugoligowym klubie Almirante Brown Buenos Aires